# Crochet du tigre

Schéma des crochets du Tigre utilisés traditionnellement par paire.

Pour les articles homonymes, voir Crochet et Tigre (homonymie).
Le crochet du tigre ou l'épée crochet, est une arme chinoise traditionnellement associée aux arts martiaux du Nord de la Chine ; mais de nos jours, elle se trouve également souvent dans les styles du Sud.

## Histoire
Les informations fiables sur les crochets du tigre sont difficiles à trouver. Elle est parfois considérée comme une arme antique et décrite comme datant de la dynastie Song des Royaumes combattants ou même plus tôt dans l'histoire ; pourtant, les descriptions les plus anciennes datent de l'ère de Qing ou plus tard, suggérant que c'est une arme relativement récente. C'était également une arme exclusivement civile, n'apparaissant dans aucune liste officielle des armes chinoises, et ce bien que l'entraînement nécessaire à leur maniement suggère fortement qu'elles aient rarement été employées comme telles.

## Caractéristiques
Également connue sous le nom de crochet à tête de tigre ou qián kūn rì yuè dāo (Chinois : 乾坤日月刀), littéralement « Sabre du Ciel et de la Terre ainsi que de la Lune et du Soleil », cette arme a une lame similaire à celle du jian, bien qu'elle soit probablement plus émoussée, avec une fourche ou un crochet à son extrémité. La garde est importante, comme celle des couteaux papillons. Souvent utilisées par paires, les crochets de ces armes peuvent être utilisées afin d'attraper ou de neutraliser d'autres armes. Les crochets du tigre sont considérés comme une arme difficile à apprendre et la variété des lames que les crochets du tigre peuvent projeter dans différentes directions rendrait la maîtrise de cette arme par soi-même encore plus difficile. Le maniement des crochets du tigre ne peut s'apprendre qu'avec une personne ayant beaucoup d'expérience avec l'épée et pratiquant un art martial.

## Utilisation
Le maniement des crochets du tigre était enseigné dans les écoles du Nord comme Shaolin ou Tang lang quan, mais aussi dans certaines écoles d'arts martiaux du Sud comme Choy Lee Fut. L'utilisation moderne des crochets du tigre sont souvent très spectaculaires, et peuvent inclure des techniques comme celle qui consiste à joindre les deux armes par le crochet et d'en faire une longue arme unique et flexible.
Certaines écoles de Ba Gua Zhang s'exercent aussi avec une arme similaire, souvent appelé « Couteaux des cornes du cerf (en) » ou « Couteaux du Canard mandarin ». Ces armes comportent typiquement un crochet principal beaucoup plus court ou même absent, et leur utilisation se concentre plus sur le découpage et les lames poignardantes disposées autour de la garde.

## Culture populaire
- Dans Mortal Kombat, Kabal et Mavado utilisent une paire de crochets du tigre.
- Dans Avatar, le dernier maître de l'air, un guerrier libre du Royaume de la terre utilise des crochets du tigre pour combattre les soldats de la Nation du feu et se déplacer autour des arbres de la forêt dans laquelle il vit.
- Metal Gear Solid 3: Snake Eater contient un minijeu nommé « Guy Sauvage », dans lequel le joueur incarne un personnage utilisant deux crochets du tigre pour se frayer un chemin à travers une sorte d'armée de zombies.
- Dans le film Tigre et Dragon, Shulien (Michelle Yeoh) se bat avec une paire de crochets, ainsi qu'une multitude d'autres armes, dans son combat contre Jen Yu (Zhang Ziyi), dans la demeure de Shulien.
- Dans le jeu vidéo For Honor, la Nuxia de la faction Wu Lin possède comme arme une paire de crochet du tigre.
- Dans Shang-Chi et la Légende des Dix anneaux (2021), les crochets du tigre sont utilisés en tant que symbole de l'organisation des Dix Anneaux, avec ses combattants les maniant. Certains crochets du tigre sont également modifiés avec des lames à électrochocs.